# Жуківська сільська рада (Славутський район)
Жу́ківська сільська́ ра́да — адміністративно-територіальна одиниця та орган місцевого самоврядування у Славутському районі Хмельницької області. Адміністративний центр — село Жуків.

## Загальні відомості
Жуківська сільська рада утворена в 1944 році.
- Територія ради: 27,43 км²
- Населення ради: 661 особа (станом на 2001 рік)
- Територією ради протікає річка Жариха

## Населені пункти
Сільській раді підпорядковані населені пункти:
- с. Жуків

## Склад ради
Рада складається з 14 депутатів та голови.
- Голова ради: Ткачук Андрій Володимирович
- Секретар ради: Щавінська Неля Вікторівна

### Керівний склад попередніх скликань
| Прізвище, ім'я, по батькові | Основні відомості                                                 | Дата обрання | Дата звільнення |
| --------------------------- | ----------------------------------------------------------------- | ------------ | --------------- |
| Мазур Петро Васильович      | Сільський голова, 1950 року народження, безпартійний              | 26.03.2006   | 31.10.2010      |
| Самойлюк Валентин Петрович  | Сільський голова, 1982 року народження, освіта вища, безпартійний | 31.10.2010   | 31.10.2015      |
| Ткачук Андрій Володимирович | Сільський голова, 1965 року народження, освіта вища, безпартійний | 31.10. 2015  |                 |

Примітка: таблиця складена за даними сайту Верховної Ради України

### Депутати
За результатами місцевих виборів 2010 року депутатами ради стали:

#### За суб'єктами висування
| Суб'єкт висування                 | Кількість обраних депутатів | %    |
| --------------------------------- | --------------------------- | ---- |
| Самовисування                     | 8                           | 57,1 |
| Народна партія                    | 5                           | 35,7 |
| Політична партія «Сильна Україна» | 1                           | 7,1  |

#### За округами
| № округу                          | Прізвище, ім'я, по батькові         | Дата визнання обраним | Освіта             | Партійна приналежність | Відомості про обраного депутата                 |
| --------------------------------- | ----------------------------------- | --------------------- | ------------------ | ---------------------- | ----------------------------------------------- |
| Народна Партія                    |                                     |                       |                    |                        |                                                 |
| 1                                 | Левунець Микола Миколайович         | 01.11.2010            | середня            | позапартійний          | ДП Славутський лісгосп, шофер                   |
| 3                                 | Свідзінський Анатолій В'ячеславович | 01.11.2010            | вища               | позапартійний          | ДП Славутський лісгосп, заступник лісничого     |
| 6                                 | Баланчук Віталій Васильович         | 01.11.2010            | середня спеціальна | позапартійний          | тимчасово не працює                             |
| 13                                | Конончук Микола Васильович          | 01.11.2010            | вища               | позапартійний          | тимчасово не працює                             |
| 14                                | Щавінська Неля Вікторівна           | 01.11.2010            | вища               | позапартійна           | Жуківська сільська рада, секретар               |
| Політична партія «Сильна Україна» |                                     |                       |                    |                        |                                                 |
| 9                                 | Скомороха Ігор Анатолійович         | 01.11.2010            | середня            | позапартійний          | ДП Славутський лісгосп, рактористт              |
| Самовисування                     |                                     |                       |                    |                        |                                                 |
| 2                                 | Левунець Лідія Антонівна            | 01.11.2010            | вища               | позапартійна           | Жуківський навчально-виховний комплекс, вчитель |
| 4                                 | Ходаківська Любов Олександрівна     | 01.11.2010            | вища               | позапартійна           | Жуківський навчально-виховний комплекс, вчитель |
| 5                                 | Дрожжина Тетяна Миколаївна          | 01.11.2010            | вища               | позапартійна           | Жуківська сільська лікарська амбулаторія, лікар |
| 7                                 | Ткачук Наталія Іванівна             | 01.11.2010            | середня спеціальна | позапартійна           | Жуківська сільська бібліотека, бібліотекар      |
| 8                                 | Мартинчук Віктор Ростиславович      | 01.11.2010            | середня            | позапартійний          | приватний підприємець                           |
| 10                                | Савчук Володимир Андрійович         | 01.11.2010            | середня            | позапартійний          | Жуківський навчально-виховний комплекс, завгосп |
| 11                                | Войтюк Василь Васильович            | 01.11.2010            | середня            | позапартійний          | тимчасово не працює                             |
| 12                                | Паламарчук Федір Петрович           | 01.11.2010            | середня            | позапартійний          | тимчасово не працює                             |

## Господарська діяльність
Основним видом господарської діяльності сільської ради є сільськогосподарське виробництво.

## Населення
За переписом населення України 2001 року в сільській раді мешкали 662 особи.

### Мова
Розподіл населення за рідною мовою за даними перепису 2001 року:
| Мова       | Відсоток |
| ---------- | -------- |
| українська | 98,49 %  |
| російська  | 1,51 %   |